# Astrospektroskopie
Astrospektroskopie ist die Bezeichnung für die wellenlängenabhängige Analyse der Strahlung astronomischer Objekte. In der Astronomie werden fast ausschließlich die elektromagnetischen Wellen spektroskopisch untersucht, d. h. Radiowellen, Infrarot, Licht, UV-, Röntgen- und Gammastrahlung. Lediglich Gravitationswellendetektoren und die Astroteilchenphysik, die beispielsweise die Neutrinos untersucht, stellen eine Ausnahme dar.

## Kontinuierliche Spektren
Das kontinuierliche Spektrum eines Sterns gehorcht mit Ausnahme der kurzwelligen Ultraviolett- und Röntgenbereiche fast genau dem Planckschen Strahlungsgesetz, so dass man jedem Stern eine Effektivtemperatur zuordnen kann, bei der die emittierte Gesamtenergie des Sterns gleich der eines schwarzen Körpers mit dieser Temperatur ist. Die Wellenlänge des Strahlungsmaximums (die bei den meisten Sternen im sichtbaren Licht liegt) hängt linear mit der Photosphären-Temperatur zusammen (Wiensches Verschiebungsgesetz, entdeckt 1896). Diese Oberflächentemperatur bzw. die sichtbare Farbe des Sterns entspricht im Wesentlichen seiner Spektralklasse. In der Infrarot- und Radioastronomie wird diese Korrelation auch auf kühlere Objekte wie interstellare Staub- oder Gaswolken angewendet.

## Spektrallinien
Aus dem Linienspektrum, das Objekte wie Sterne, Gasnebel oder das interstellare Gas aussenden, gewinnt man Informationen über chemische Stoffe und Elemente, die in den jeweiligen Objekten vorliegen, sowie über deren Häufigkeit. Da sich die Stärke der Spektrallinien auch mit der Temperatur und dem Druck ändern, kann man aus dem Linienspektrum Temperatur und Schwerebeschleunigung, von der der Druck auf einer Sternoberfläche abhängt, bestimmen.
Aus der Breite der Spektrallinien im Licht eines Sternes lassen sich Rückschlüsse auf die Tangentialgeschwindigkeit und somit die Rotation des Sterns ziehen. Denn wenn sich der eine Rand des Sterns infolge seiner Eigenrotation auf den Beobachter zu- und der gegenüberliegende Rand wegbewegt, wird jede Spektrallinie durch den Dopplereffekt zu kürzeren  (Blauverschiebung) bzw. längeren Wellenlängen (Rotverschiebung) hin verschoben. Da man wegen der großen Entfernung der Sterne nur das Licht der gesamten strahlenden Oberfläche beobachten kann, verbreitern sich dadurch die Spektrallinien. Die maximale Verbreiterung einer Spektrallinie {\displaystyle f_{0}} ergibt sich aus der Differenz der beiden Dopplerverschiebungen der Rotationsgeschwindigkeit {\displaystyle \beta =v/c} und dem Lorentzfaktor {\displaystyle \gamma }
{\displaystyle \Delta f=f_{0}(1+\beta )\gamma -f_{0}(1-\beta )\gamma =2f_{0}\beta \gamma }
Bei Doppelsternen wiederum ermöglicht der Dopplereffekt, die Bahngeschwindigkeit beider Sterne zu bestimmen, sofern sie größeren Winkelabstand haben (visuelle Doppelsterne). Ein sehr enger, spektroskopischer Doppelstern verrät sich durch periodische Verdoppelung oder Verbreiterung der Spektrallinien. Bei Einzelsternen erlaubt der Zeeman-Effekt Rückschlüsse auf das herrschende Magnetfeld.
Eine sehr wichtige Methode ist die spektroskopische Bestimmung der Radialgeschwindigkeit von Sternen. Zusammen mit ihrer astrometrisch feststellbaren Eigenbewegung ergibt sie die räumliche Bewegung, woraus z. B. der Sonnenapex und die Rotation unseres Milchstraßensystems errechnet werden kann – siehe auch Oortsche Rotationsformeln.
Betrachtet man die Spektren des Lichtes, das von fernen Galaxien ausgesendet wird, stellt man fest, dass die Verschiebung der Spektrallinien von der Entfernung der Galaxien abhängt. Je weiter entfernt eine Galaxie ist, desto stärker sind die Linien ins Rote verschoben. Dieser Effekt wird nach seinem Entdecker Hubble-Effekt genannt. Daraus schließt man, dass sich das Weltall ausdehnt, und indirekt auf seinen Beginn, den sogenannten Urknall. Bei den entferntesten Galaxien, bei denen andere Entfernungsmessmethoden scheitern, wird umgekehrt aus der Rotverschiebung die Entfernung bestimmt.
Auch für die Analyse von exoplanetaren Atmosphären kann die Astrospektroskopie eingesetzt werden, um Aussagen über Habitabilität und Biomarker machen zu können.

## Technik
Vor Einführung der Fotografie wurden Spektroskope zur visuellen Betrachtung und Messung der Spektrallinien benutzt. Sie bestanden meist aus einem Prisma und einem im Winkel dazu veränderlichen Okular zur hochauflösenden Sonnenspektroskopie, oder einem im Okular fest angebrachten Prisma zur Stern- und Nebelspektroskopie. Später wurden auch Beugungsgitter verwendet (siehe Gitterspektroskop). Mit der Fotografie ersetzte diese Methoden zunehmend der Spektrograf, mit dem auch lichtschwache Spektren messbar sind.

## Geschichte
Die astronomische Spektroskopie begann mit Josef Fraunhofer, der 1814 dunkle Linien im Sonnenspektrum entdeckte, sie aber noch nicht erklären konnte. Die Deutung dieser Fraunhofer-Linien gelang erst als Folge der Versuche von Kirchhoff und Bunsen, die 1859 bei leuchtenden Gasen jeweils typische Farben feststellten.
Ab den 1860er-Jahren führten unerklärliche Linien wiederholt zum Postulieren hypothetischer Elemente wie des Nebuliums, die sich erst später auf aus dem Labor unbekannte Übergänge bekannter Elemente zurückführen ließen. 1868 lieferte jedoch das Sonnenspektrum erste Hinweise auf das damals noch unbekannte Element Helium.
Um die Jahrhundertwende konnte man bereits die großen Planeten und ferne galaktische Emissionsnebel spektroskopieren. Unter anderem wurden die 1877 entdeckten Marskanäle Anfang des 20. Jahrhunderts durch vermeintliche Spektren von Moosen und Flechten gedeutet, was erst in den 1960ern durch die Mariner-Raumsonden widerlegt wurde.